# Arroyo Porrúa
Der Arroyo Porrúa ist ein kleiner Flusslauf in Uruguay.
Er entspringt auf dem Gebiet des Departamento Soriano wenige Kilometer westlich der Stadt Agraciada nahe der dort verlaufenden Ruta 21, südwestlich der Villa Alejandrina. Von dort verläuft er zunächst in nordwestliche dann in südwestliche Richtung und mündet schließlich einige Kilometer flussabwärts des Zuflusses des Arroyo de la Agraciada in den Río Uruguay. 